# Neil J. Gunther
Neil J. Gunther (* 15. August 1950 in Melbourne) ist ein australischer Wissenschaftler mit Schwerpunkt Computational Information Systems (klassische und Quantensysteme), Physiker, Lehrer, Musiker und Autor, international bekannt für die Entwicklung des Open-Source-Queueing-Analyse-Tools „PDQ“ (Pretty Damn Quick).
Er wurde außerdem für seinen Beitrag über die Theorie von großen Transienten in Computersystemen und Netzwerkpaketen, sowie sein universelles Gesetz der rechenbetonten Skalierbarkeit zitiert. Zurzeit konzentriert er sich auf die Entwicklung von Quanteninformationstechnologien.

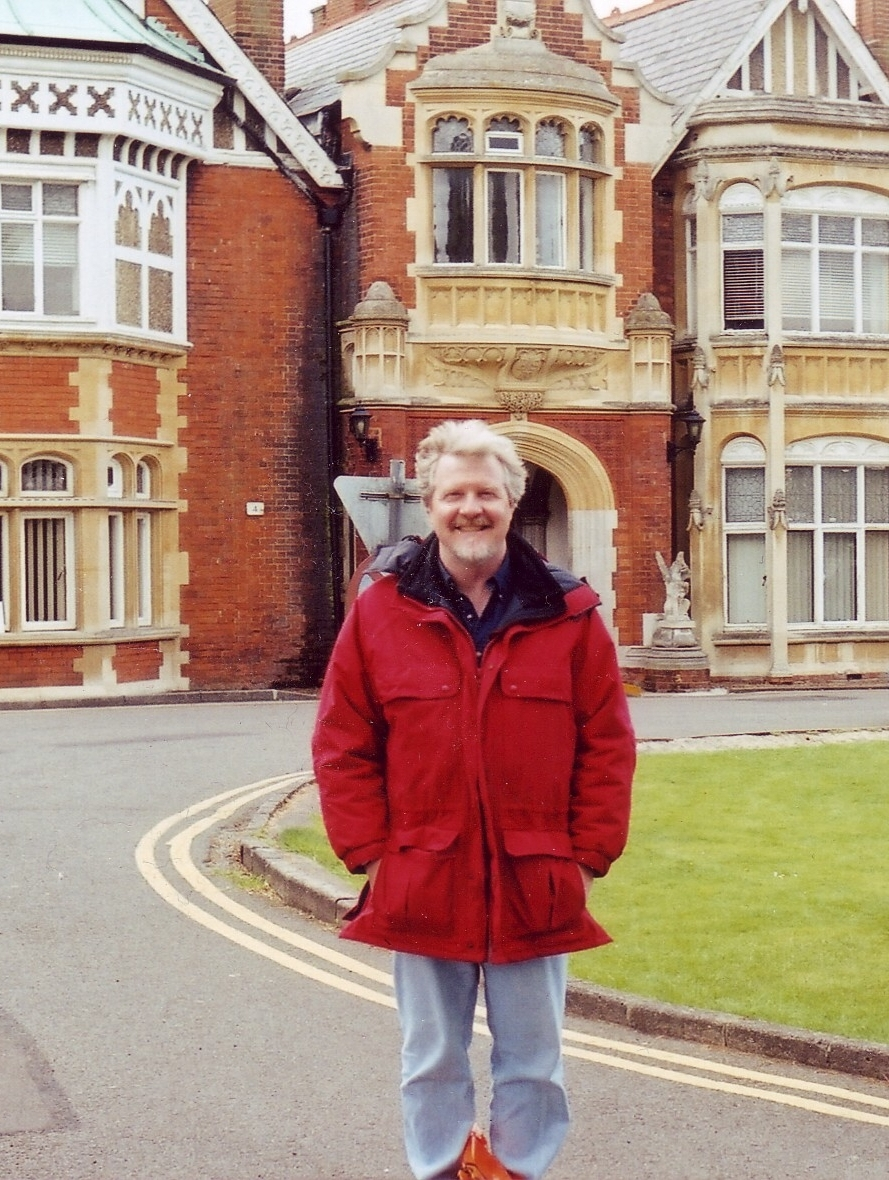
Neil Gunther in Bletchley Park 2002

## Biografie
Neil Gunther wurde am 15. August 1950 in Preston, Victoria in Australien geboren.
Er studierte Chemie, Physik und Angewandte Mathematik (1976) an der La Trobe Universität, Australien, und promovierte in Theoretischer Physik (1980) an der Universität Southampton, England.
Als Forschungsstudent von Prof. C. J. Eliezer (einer von Paul Diracs wenigen Forschungsstudenten), hat Gunther die Dirac-Nummer 2.
1980 ließ er sich im Silicon Valley nieder. In den folgenden Jahren unterrichtete er Physik an der San José State University (1980–1981).
Während er sich mit der neuen PC-Technologie beschäftigte, arbeitete er für das Jet Propulsion Laboratory der NASA, und entwickelte thermoelektrische Materialien, die in der Voyager- und Galileo-Raumfahrt verwendet wurden.
Ab 1982 arbeitete Gunther acht Jahre in der Forschung für Xerox PARC.
Dort entwickelte er den PARCbench Multiprozessor-Benchmark (ein früher SPEC-Benchmark) und schrieb seine Dissertation über Feynmans Pfadintegral.
Diese Forschungsarbeit bildete die Grundlage von Teil III seines ersten Buches The Practical Performance Analyst.
Andere Aufgaben bei PARC beinhalteten VLSI-Design und Tests für die Dragon-Multiprozessor-Workstation; später ging daraus der SPARCcenter-2000-Multiprozessor von Sun Microsystems hervor.
1990 arbeitete Gunther als Senior Scientist und Manager für Pyramid Technology (heute Fujitsu Siemens Computers).
1994 gründete er die Performance Dynamics Company, zu deren Klienten auch so bekannte Firmen wie AT&T Wireless, eBay, FedEx und Sun Microsystems gehören.
Gunther unterrichtet weltweit (auch Kurse an der Stanford University und der University of California, Los Angeles) und hat eine Vielzahl von Artikeln und verschiedene Bücher über Performance-Analyse geschrieben.
1996 wurde er für das Best Technical Paper der Computer Measurement Group ausgezeichnet und ist Preisträger des A.A. Michelson Award 2008.
Gunther ist Mitglied der American Mathematical Society (AMS), der American Physical Society (APS), der Association for Computing Machinery (ACM), der Computer Measurement Group (CMG), des Institute of Electrical and Electronics Engineers (IEEE) und des Institute for Operations Research and the Management Sciences (INFORMS).

### Gegenwärtige Forschungsinteressen
Seit 2004 forscht Gunther über Quanteninformationssysteme, basierend auf Photonik.
Während seiner Forschungstätigkeit auf diesem Gebiet entwickelte er eine Theorie der Photonen Bifurkation, die zurzeit experimentell an der École polytechnique fédérale de Lausanne (EPFL) getestet wird.

### Consulting-Praxis
- Performance Dynamics Company (SM), ein von Gunther 1994 in Kalifornien gegründetes Unternehmen, bietet Consulting und Training im Bereich Performance-Analyse und Kapazitätsplanung von Computersystemen an.
- Entwicklung von PDQ (Pretty Damn Quick), ein Queueing-Analysetool in Gestalt eines Perl-Moduls.[7]
- Artikel, Bücher und Präsentationen über Aspekte der Performance-Analyse und Kapazitätsplanung.
- Eine neue Interpretation von Amdahls Gesetz.[8]
- Entwickelte das Guerrilla Manual.

### Auszeichnungen
- Senior Member des ACM (April 2009)
- Senior Member des IEEE (Februar 2009)
- Preisträger des A.A. Michelson Award 2008[4]
- Summer Research Institute Gastredner, EPFL 2006 und 2007.
- Dozent, Western Institute of Computer Science, Stanford University, 1997–2000.
- Best paper award, CMG-Konferenz 1996.
- Gaststudent in Materials Science, Stanford University, 1981–1982.
- Universität Southampton Advanced Studies Travel Grant, 1978.
- Science Research Council Studentship, U.K. 1976–1980.
- Commonwealth Postgraduate Scholarship, Australien 1975–1976.

## Ausgewählte Bibliografie

### Dissertation
- The Feynman Path Integral in Non-Relativistic Quantum Mechanics and Quantum Electrodynamics. La Trobe Universität (AUS), B.Sc. Honors dissertation, Department of Physics, 1974.
- Dynamical Symmetry Groups: The Study and Interpretation of Certain Invariants as Group Generators in Quantum Mechanics, La Trobe Universität (AUS), M.Sc. dissertation, Department of Applied Mathematics, 1976.
- Broken Dynamical Symmetries in Quantum Field Theory and Phase Transition Phenomena. Universität von Southampton (U.K.), Ph.D. Dissertation, Department of Physics, 1979.

### Bücher
- The Practical Performance Analyst. McGraw-Hill, New York 1998, ISBN 0-07-912946-3.
- The Practical Performance Analyst. iUniverse.com Press, Lincoln, Nebraska 2000, ISBN 0-595-12674-X. (Neuauflage)
- Performance Engineering: State of the Art and Current Trends. Lecture Notes in Computer Science, Springer-Verlag, Heidelberg 2001, ISBN 3-540-42145-9. (Buchkapitel)
- Analyzing Computer System Performance with Perl::PDQ. Springer-Verlag, Heidelberg 2005, ISBN 3-540-20865-8.
- Guerrilla Capacity Planning. Springer-Verlag, Heidelberg 2007, ISBN 978-3-540-26138-4.

### Präsentationen
- Goldstone Modes in First-order Phase Transitions. Sixth West Coast Conference on Statistical Mechanics, IBM Research Laboratories, San Jose, Juni (1980)
- Instanton Techniques for Queueing Models of Large Computer Systems: Getting a Piece of the Action. Invited paper, SIAM Conference on Applied Probability in Science and Engineering, New Orleans, Louisiana, März (1990)
- (Numerical) Investigations into Physical Power-law Models of Internet Traffic Using the Renormalization Group. IFORS Conference of Operations Research Societies, Honolulu, Hawaii, Juli 11-15 (2005)

### Publikationen
- Goldstone Modes in Vacuum Decay and First-order Phase Transitions. In: Journal of Physics. A, 13, (1980), S. 1755–1767.
- mit G. Beretta: A Benchmark for Image Retrieval using Distributed Systems over the Internet. 2000.
- N. J. Gunther: Performance and Scalability Models for a Hypergrowth e-Commerce Web Site. In: R. Dumke, C. Rautenstrauch, A. Schmietendorf, A. Scholz (Hrsg.): Performance Engineering (= Lecture Notes in Computer Science). Band 2047. Springer-Verlag Berlin Heidelberg, 2001, S. 267–282, doi:10.1007/3-540-45156-0, arxiv:cs/0012022.
- N. J. Gunthe, K. J. Christensen, K. Yoshigoe: Characterization of the Burst Stabilization Protocol for the RR/CICQ Switch. In: 28th Annual IEEE International Conference on Local Computer Networks 2003. LCN '03. Proceedings. Bonn/Königswinter, Germany 2003, S. 260–269, doi:10.1109/LCN.2003.1243135, arxiv:cs.NI/0403029.
- Unification of Amdahl's Law, LogP and Other Performance Models for Message-Passing Architectures. 2005.
- mit G. Beretta: Towards Practical Design Rules for Quantum Communications and Quantum Imaging Devices. 2005.
- The Virtualization Spectrum from Hyperthreads to GRIDs. Proc. CMG Conf., Reno, Nevada 2006.